# Friedrich Karl Hermann Kruse

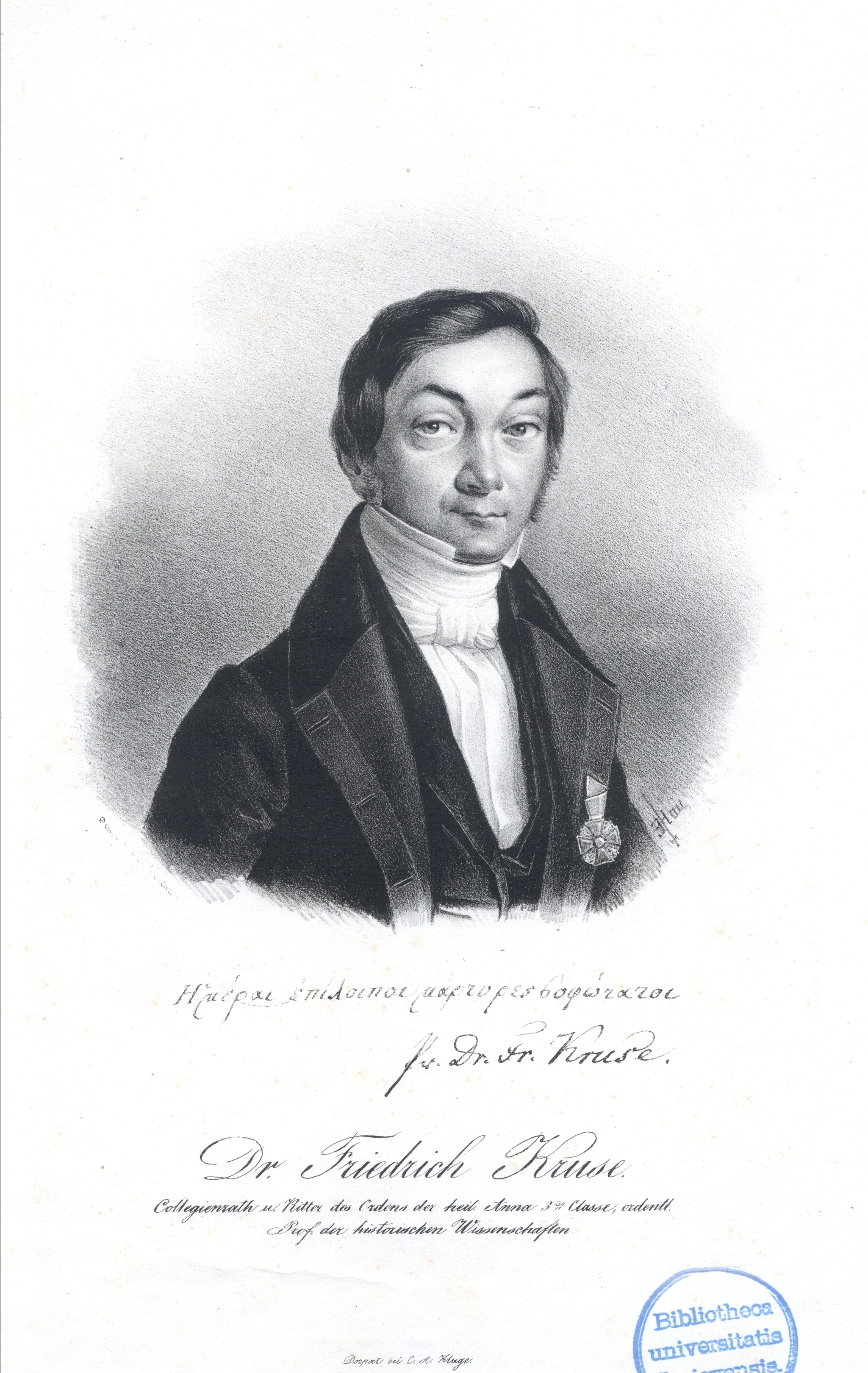
Eduard Hau: Bildnis von Friedrich Karl Hermann Kruse

Friedrich Karl Hermann, kurz Friedrich Kruse, (seit 1841/1858:) von Kruse (* 21. Juli 1790 in Oldenburg; † 3. August 1866 in Gohlis, heute zu Leipzig) war ein deutscher Historiker und Prähistoriker.

## Leben
Kruse war ein Sohn des Historikers und Pädagogen Christian Kruse, besuchte von 1803 bis 1805 die Thomasschule und studierte seit 1810 an der Universität Leipzig, wo er 1813 promovierte. 1815 wurde er zunächst Lehrer an der Ritterakademie Liegnitz, wechselte im Jahr darauf an das Maria-Magdalenen-Gymnasium in Breslau, bis er 1821 Professor der alten und mittleren Geschichte und Geographie in Halle wurde. 1828 folgte er einem Ruf nach Dorpat in Estland als Professor der historischen Wissenschaften, von wo er sich 1853 nach Deutschland in den Ruhestand zurückzog.

## Familie
Friedrich Kruse heiratete Henriette Helfer, geboren 1800 in Leipzig, verstorben 1864 ebenda. Ihr Sohn war Hermann von Kruse, einer ihrer Enkel Horst Hermann von Kruse.

## Auszeichnungen
- Russischer Orden der Heiligen Anna 3. Klasse

## Werke
Verdienstvoll sind seine Forschungen über die Geographie des alten Deutschland: Budorgis, oder das alte Schlesien vor der Einführung der christlichen Religion (Dresd. 1819) und Deutsche Altertümer (Halle 1824–29, 3 Bände).
Seinen literarischen Ruf begründete er vor allem durch sein Hellas, oder geographisch-antiquarische Darstellung des alten Griechenland (Leipzig 1825–27, 3 Bände). Außerdem schrieb er:
- De Istri ostiis dissertatio historico-geographica. Holaeufer, Breslau 1820.
- Anastasis der Waräger oder Probe und Ankündigung zweier Werke über die Geschichte der Alterthümer der Kaiserlich Russischen Ostsee-Gouvernements Liv-, Esth- und Curland. Eggers, Reval 1841 (Digitalisat).
- Necrolivonica oder Alterthümer Liv-, Esth-, und Curlands bis zur Einführung der Christlichen Religion in den Kaiserlich-Russischen Ostsee-Gouvernements. Dorpat 1842 (Digitalisat); 2. Aufl. unter dem Titel Necrolivonica oder Geschichte und Alterthümer Liv-, Esth- und Curlands Grichischen, Römischen, Byzantinischen, Nortmannischen oder Waräger-Russischen, Fränkischen, Angelsächsischen, Anglodänischen Ursprungs. Dyk, Leipzig 1859 (Digitalisat).
- Russische Altertümer. Model, Dorpat/Leipzig 1844–45 (Digitalisat, 1. Bericht).
- Ur-Geschichte des Esthnischen Volksstammes und der Kaiserlich Russischen Ostseeprovinzen Liv-, Esth- und Curland (Moskau 1846) (Digitalisat)
- Chronicon Nortmannorum, Wariago-Russorum nec non Danorum, Sveonum, Norwegorum inde ab a. 277 usque ad a 879. Perthes, Hamburg/Gotha 1851 (Digitalisat).
- Allgemeiner biographisch-historischer Fest-Calender für Gebildete und Gelehrte. Übersicht der Geburts- und Todesfeste sowie der Haupt-Lebensverhältnisse der hervorragendsten Personen und wichtigsten Ereignisse in Kunst, Wissenschaft, Politik und Kirche vom Mittelalter bis zur Gegenwart. Fernau, Leipzig 1864; 2. erw. Aufl. ebd. 1866; weitergeführt u. neu hg. von Max Moltke unter dem Titel Historisch-biographisches Gedenkbuch auf alle Tage des Jahres. Übersicht der Geburts- und Todestage, auch der Haupt-Lebensverhältnisse hervorragender Personen, sowie der wichtigsten Thatsachen und Ereignisse in Kunst, Wissenschaft, Politik und Kirche vom Beginn unserer Zeitrechnung bis zur Gegenwart. Matthes, Leipzig 1867 (Digitalisat).
- Als Herausgeber: Deutsche Alterthümer oder Archiv für alte und mittlere Geschichte, Geographie und Alterthümer, insonderheit der germanischen Völkerstämme. Halle, 1824–1830.

## Genealogie
- Gothaisches Genealogisches Taschenbuch der Adeligen Häuser. Alter Adel und Briefadel. 1921. Fünfzehnter Jahrgang, Justus Perthes, Gotha Herbst 1920, S. 469., Siehe: Internet Archive.
- Gothaisches Genealogisches Taschenbuch der Adeligen Häuser. Zugleich Adelsmatrikel der Deutschen Adelsgenossenschaft. Teil B (Briefadel). 1942. Vierunddreißigster Jahrgang, Justus Perthes, Gotha Herbst 1941, S. 287–288. Siehe: FamilySearch.